# ミトラダテス4世
ミトラダテス4世（Mithradates IV、? - 140年、在位：129年 - 140年）は、アルサケス朝パルティアの王。パルティア西部を支配した王オスロエス1世の勢力を継承した。

## 来歴
ヴォノネス2世の息子であり、ヴォロガセス2世、パコルス2世、オスロエス1世の兄弟に当たると伝えられているが、ヴォノネス2世の崩御年（紀元51年）と彼自身の即位年（紀元129年）に則ればミトラダテス4世は少なくとも78歳の高齢で即位したこととなるため、この伝統的な系図は非常に疑わしいと考えられている。
オスロエス1世とともにパルティア西部で勢力を振るい、東部を支配する王ヴォロガセス3世に対抗したが、アルメニア王国の王位継承を巡る問題からローマ帝国の皇帝トラヤヌスの侵攻を受け、首都クテシフォンをはじめ全バビロニアがローマに占領された。
ローマの手で傀儡王パルタマスパテスがパルティア王となったが、オスロエス1世、ミトラダテス4世、そしてミトラダテス4世の息子シナトルケス2世はこれに反発して抵抗を続けた。117年にローマの新皇帝ハドリアヌスがバビロニアを放棄すると、兄オスロエス1世はパルタマスパテスを破ってバビロニアの支配権を回復した。
129年、オスロエス1世が死去するとミトラダテス4世はその後継者としてパルティア王となった。東部の王ヴォロガセス3世はアラン人との戦いに奔走していたが、トラヤヌス戦などの影響でミトラダテス4世の不利は如何ともし難く、またその後もローマとの戦いに明け暮れた。
彼は息子シナトルケス2世を後継者に指名したが、対ローマ戦の最中シナトルケス2世は戦死し、ミトラダテス4世もまた、140年にローマ領コマンゲネを攻撃した際に戦没してしまった。この結果パルティアの大部分がヴォロガセス3世の支配下に入った。
しかし、ミトラダテス4世の別の息子ヴォロガセス4世は、ヴォロガセス3世の死後権力を握る事になる。